# Rehauer Forst
Der Rehauer Forst ist ein waldreicher Höhenrücken im oberfränkischen Landkreis Hof, zwischen den Rehauer Ortsteilen Dobeneck im Norden und Schönlind im Süden. Die westliche Begrenzung ist das Tal des Perlenbachs und die im Jahre 2000 fertiggestellte Autobahn A 93, die östliche Begrenzung die Staatsgrenze zur Tschechischen Republik.

## Geographie
Naturräumlich liegt der Forst in der Haupteinheit Oberes Vogtland (412) innerhalb der Haupteinheitengruppe Vogtland (41).
Er hat eine Fläche von ca. 46,8 km² (entspricht 4680 Hektar). Der Höhenrücken besteht aus mehreren Erhebungen rund um den Eichberg (608 m). Weitere markante Erhebungen sind die Hohe Kapf (592 m), der Heinersberg, die Silberleite (607 m), der Brandhübel, die Leite (608 m) und die Schönlinder Höhe (682 m).

## Bauwerke
Kornberg, Rehauer Forst und Elstergebirge bilden zusammen eine der wichtigsten mitteleuropäischen Waldbrücken. Diese wurde durch den Bau der A 93 unterbrochen. Um den genetischen Wechsel im Wildbestand wiederherzustellen, besteht nun seit 2012 eine Grünbrücke über die A 93 beim Rehauer Ortsteil Eulenhammer.

## Gewässer
In dem quellarmen Forstgebiet entspringen neben einigen kleineren Bächen die Löwitz, der Höllbach und aus drei Quellbächen der Perlenbach.